# 千早町
千早町（ちはやちょう）は、愛知県名古屋市中区の地名。

## 歴史

### 沿革
- 1909年（明治42年）10月1日 - 愛知郡千種町字瓦前・下古井・西塚の各一部および同郡御器所村大字御器所字中古井田・西古井田・西鶴舞の各一部により、名古屋市中区千早町1丁目～5丁目が成立[1]。
- 1977年（昭和52年）10月23日 - 新栄二丁目および千代田五丁目にそれぞれ編入され、消滅[2]。